# Paverama
Paverama là một đô thị thuộc bang Rio Grande do Sul, Brasil. Đô thị này có diện tích 171,607 km², dân số năm 2007 là 7616 người, mật độ 44,38 người/km².